# Pergalumna nasica
Pergalumna nasica är en kvalsterart som beskrevs av Pérez-Íñigo och Baggio 1980. Pergalumna nasica ingår i släktet Pergalumna och familjen Galumnidae. Inga underarter finns listade i Catalogue of Life.